# Arremon assimilis
Arremon assimilis là một loài chim trong họ Emberizidae.